# Бринкман, Вильгельм (гандболист)
Вильгельм Бринкман (нем. Wilhelm Brinkmann; 25 октября 1910, Оберхаузен — 12 февраля 1991, Дюссельдорф) — немецкий гандболист. Чемпион Олимпийских игр 1936 года в Берлине.
В 1936 году Бринкман вошёл в состав сборной Германии для участия в олимпийских играх в Берлине, на которых впервые был представлен гандбол. На соревнованиях он принял участие в трёх встречах, включая ключевую игру против Австрии, а его сборная стала олимпийским чемпионом, одержав победы в каждом из матчей.